# Marijana Puljak
Marijana Puljak (Split, 19. kolovoza) hrvatska je političarka, zastupnica u Hrvatskome saboru, i međunarodna tajnica liberalne stranke Centar.
Na Fakultetu elektrotehnike, strojarstva i brodogradnje u Splitu diplomirala je elektrotehniku, smjer računarstvo. Politikom se počinje baviti 2010. godine kada je postala predsjednica splitskog gradskog kotara Žnjan. Osniva "Inicijativu za pametne ljude i pametan grad" 2013. godine, a kao nositeljica kandidacijske liste grupe birača ulazi u Gradsko vijeće grada Splita, osvojivši četiri vijećnička mjesta. U lipnju 2015. godine osniva liberalnu stranku Pametno.